# Вавельский собор

Схема холма Вавель с указанием расположения Вавельского собора

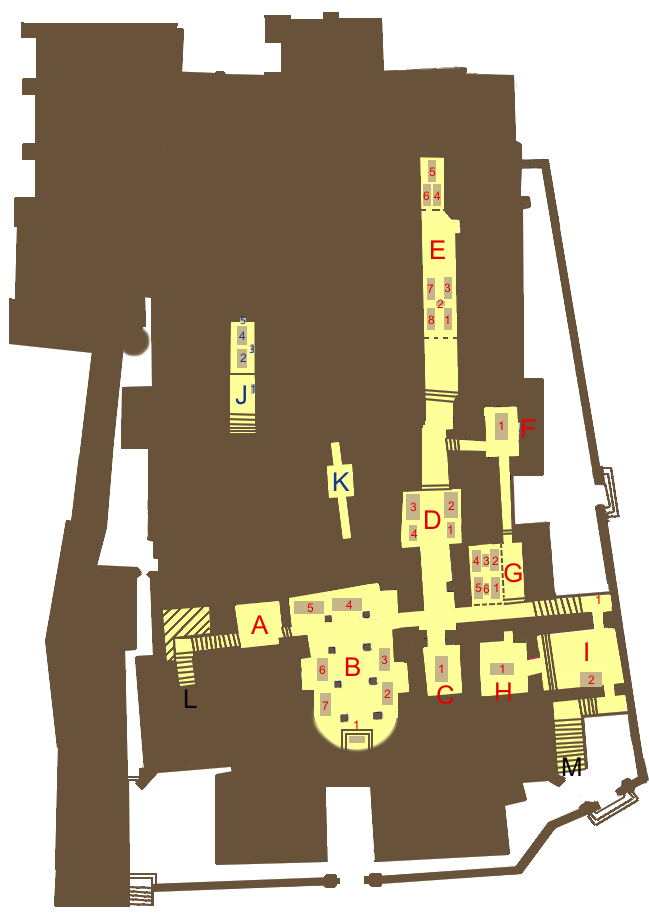
Захоронения под Вавельским собором: A-I Королевские крипты (B Крипта Леонарда), J Крипта национальных поэтов, K Крипта архиепископов

Архикафедральная базилика Святых Станислава и Вацлава (пол. Bazylika archikatedralna św. Stanisława i św. Wacława) — это главный храм Краковской архиепархии римско-католической церкви. Базилика, обладающая статусом малой базилики, расположена на холме Вавель в Кракове. Здесь покоятся многие выдающиеся деятели польского государства, включая большинство средневековых королей. Также базилика служит последним пристанищем для двух великих национальных поэтов — Адама Мицкевича и Юлиуша Словацкого.

## История
На месте нынешнего храма прежде располагались два других здания: Кафедральный костёл Святого Вацлава (построен в 1020 году, разрушен чешским князем Бржетиславом в 1038 году) и освящённый в 1142 году трёхнефный костёл епископа и святого великомученика Станислава Щепановского. Это здание также стало жертвой пожара в 1305 году, осталась только Крипта Святого Леонарда.
Несколько лет позже епископ Нанкер начал строить третий, готический храм. Поскольку Краков оставался до 1609 года столицей Польши, кафедральный собор служил одновременно придворным храмом, а в подземных усыпальницах погребены короли Польши.
Вавельский собор был в следующих столетиях многократно перестроен. Вокруг здания были построены капеллы, среди них Капелла короля Сигизмунда (Зигмунта), шедевр ренессансной архитектуры, работы итальянского архитектора Бартоломео Береччи (1533).
На колокольне Зигмунта, построенной в XIV столетии как часть укреплений Вавельского холма, находится колокол «Зигмунд», самый известный из колоколов Польши и являющийся национальным символом страны.
В 1399 году в архикафедральном соборе была похоронена королева Польши святая Ядвига, а в XVII столетии построен в центре собора мавзолей святого Станислава Щепановского.
28 марта 1931 года собор был внесён в реестр памятников культуры Малопольского воеводства.
| |
| 1. Колокольня Зигмунта 2. Кафедральная казна 3. Капелла Чарторыйских 4. Киворий 5. Капелла Мацеевского 6. Капелла Липских 7. Капелла Скотницких 8. Капелла Зебжидовского 9. Сакристия 10. Капелла Гамрата 11. Капелла Девы Марии 12. Капелла Томицкого 13. Капелла Залусского 14. Капелла короля Яна Ольбрахта 15. Капелла Задзика 16. Капелла Конарского 17. Капелла короля Сигизмунда I 18. Капелла королей Ваза 19. Капелла Шафранцев 20. Капелла Потоцких 21. Капелла Святого Креста 22. Часовня Троицы 23. Мавзолей святого Станислава 24. Главный алтарь |

|  |  |  |  |  |  |

|  |  |  |  |  |  |